# Andeer
Andeer é uma comuna da Suíça, no Cantão Grisões, com 867 habitantes. Estende-se por uma área de 46,3 km², de densidade populacional de 25 hab/km². Confina com as seguintes comunas: Ausserferrera, Casti-Wergenstein, Clugin, Pignia, Salouf, Sufers.
A língua oficial nesta comuna é o alemão (língua materna de 81% da população, enquanto o romanche é falado por 9,1%, e o italiano, por 2,4%, de acordo com o censo de 2000).